# Прево, Максим
Максим Прево (фр. Maxime Prévot; род. 9 апреля 1978, Монс) — бельгийский политический деятель, член партии «Les Engagés», вице-премьер и министр иностранных дел (с 2025).

## Биография
Родился 9 апреля 1978 года в Монсе, получил степень магистра политологии в Университетских факультетах Нотр-Дам-де-ля-Пэ, преобразованные позднее в Университет Намюра, где Прево получил степень DESS по праву. В 18 лет вступил в организацию Гуманистический демократический центр (Centre démocrate humaniste), которая позднее была реорганизована в партию Les Engagés, а также состоял в организации скаутов. Профессиональную карьеру начал консультантом в PricewaterhouseCoopers, позднее работал в IBM. В возрасте 26 лет занялся политикой, в 2006 году избран помощником бургомистра Намюра, получив в своё ведение вопросы социального сплочения, коммунального хозяйства и спорта. В 2012 году избран бургомистром Намюра. В 2014 году был переизбран в Валлонский парламент и получил портфель валлонского министра общественных работ, здравоохранения, социальной политики и государственного имущества (в 2017 году ушёл в отставку, чтобы иметь возможность вступить в должность бургомистра Намюра, которым был переизбран в 2018 году). В 2019 году избран в федеральный парламент, а также стал председателем партии Les Engagés.
3 февраля 2025 года получил портфель министра иностранных дел Бельгии при формировании правительства де Вевера, вследствие чего ушёл в отставку с должности бургомистра Намюра.